# Breve encuentro
Breve encuentro (título original en inglés: Brief Encounter) es una película británica de 1945, dirigida por David Lean, protagonizada por Celia Johnson, Trevor Howard, Stanley Holloway, Joyce Carey, Cyril Raymond, Everley Gregg y Valentine Dyall. Tuvo tres candidaturas al Óscar.

## Sinopsis
Se trata de un drama romántico, basado en la obra teatral Still Life de Noel Coward, en el que se relata la corta aventura que viven el doctor Alec Harvey, un médico, y Laura Jesson, una respetable mujer casada que se encuentran por casualidad en la estación del tren.

## Reparto
- Celia Johnson - Laura Jesson
- Trevor Howard - Dr. Alec Harvey
- Stanley Holloway - Albert Godby
- Joyce Carey - Myrtle Bagot
- Cyril Raymond - Fred Jesson
- Everley Gregg - Dolly Messiter
- Margaret Barton - Beryl Walters, asistente de la sala de té
- Marjorie Mars - Mary Norton

## Comentario
Con una precisa interpretación de Trevor Howard y Celia Johnson, la historia conmovedora de este amor imposible se desarrolla siguiendo la técnica del flash back por la que partiendo del desenlace, volvemos al punto de partida siguiendo la historia desde el punto de vista de Laura. 
David Lean logra mantener viva la narración gracias a unos precisos y cuidados diálogos y a un tratamiento intimista reforzado por el Concierto n.º 2, de Serguéi Rajmáninov, presente a lo largo de todo el metraje.
Se trata de todo un clásico del género, un filme intenso pero que nunca cae en lo melodramático.
Más de una década después de su estreno, el director Billy Wilder y el guionista I.A.L. Diamond se inspiraron en el personaje secundario de esta película -el amigo que les presta la llave de su apartamento para que puedan tener intimidad en sus breves encuentros amorosos-, para crear la trama de El apartamento (1960).[cita requerida]

## Premios
La película compartió la Palma de Oro en el Festival Internacional de Cine de Cannes. En la La 19.ª entrega de los Óscar, Celia Johnson fue candidata al premio a la mejor actriz y David Lean fue candidato al de mejor director, y al de mejor guion adaptado junto con Anthony Havelock-Allan y Ronald Neame.

## Adaptaciones
La NBC adaptó Breve encuentro en una película homónima de 1974 protagonizada por Richard Burton y Sophia Loren.
En 1984, Robert De Niro y Meryl Streep protagonizaron una nueva versión del film llamada Falling in Love.
En el 2009, André Previn hizo una adaptación en el ámbito de la ópera, con gran éxito.